# Ralf Büchner
Ralf Büchner, född den 31 augusti 1967 i Berlin, Tyskland, är en östtysk gymnast.
Han tog OS-silver i lagmångkampen i samband med de olympiska gymnastiktävlingarna 1988 i Seoul.